# Podražnice (hradiště)
Podražnice (též Na Zámku) je pravěké hradiště nad stejnojmennou vesnicí u Horšovského Týna v okrese Domažlice. Nachází se na kopci nad severovýchodním okrajem vesnice a jeho pozůstatky jsou chráněny jako kulturní památka ČR.

## Historie
Hradiště se v odborné literatuře poprvé objevilo v roce 1935. Ve čtyřicátých letech dvacátého století na něm Josef Maličký povrchovým sběrem získal soubor keramických střepů, podle kterých datoval existenci hradiště do pozdní doby halštatské. Další poznatky přinesl v letech 1975–1976 archeologický výzkum provedený Evou Čujanovou, která při něm prokopala sondu valem a prozkoumala malou část vnitřní plochy hradiště. Její nálezy spadají do pozdní doby halštatské a pozdní doby bronzové, ale menší část artefaktů dokládá osídlení lokality již na přelomu starší a střední doby bronzové. Doba vzniku opevnění je nejasná, ale pravděpodobně bylo postaveno v některém z pozdějších období.

## Stavební podoba
Hradiště o rozloze jednoho hektaru se nachází na vrcholové plošině kopce. Její jižní a západní stranu  chrání strmé skalnaté svahy, zatímco na přístupné východní straně byla postavena hradba dochovaná v podobě 143 metrů dlouhého valu. Severní část valu, kde se nacházela původní brána, dosahuje výšky až čtyři metry, zatímco na jihu val přechází do terasy, která postupně splývá s terénem. Hradba měla dřevohlinitou konstrukci na povrchu zpevněnou kameny. Na vnější straně ji chránil příkop široký 4,5 metru.
Vnitřní strana valu byla pravděpodobně lemovaná zástavbou obytných staveb. V jedné prozkoumané chatě byla doložena část vypálené podlahy v místech, kde nejspíše bývalo ohniště, dále dvě zásobní jámy na obilí a množství předmětů, ke kterým patří velké množství keramiky, sada jehlancovitých závaží, bronzové šidélko, tyčinka a kopí se zbytky dřevěné násady, zlomky jehlic, cvočky a další drobné bronzové předměty.